# Neopsylla mantissa
Neopsylla mantissa är en loppart som beskrevs av Lewis 1971. Neopsylla mantissa ingår i släktet Neopsylla och familjen mullvadsloppor. Inga underarter finns listade i Catalogue of Life.